# Brusque FC

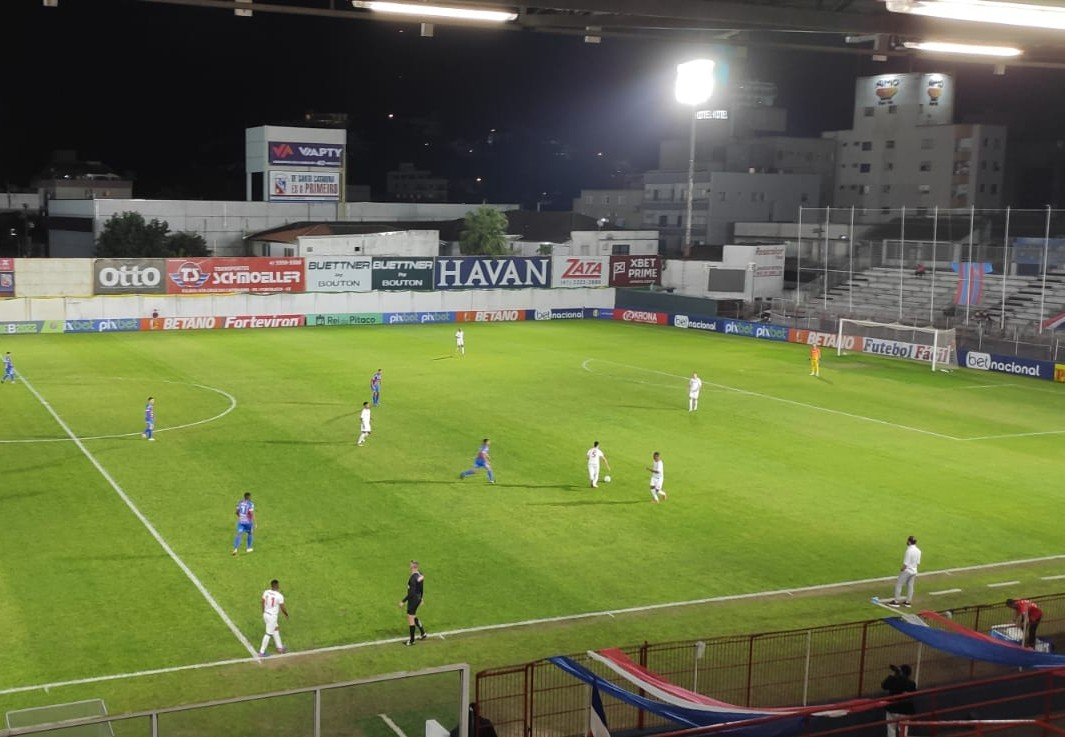
Estádio Augusto Bauer (2022)

Brusque Futebol Clube, auch bekannt als Bruscão, ist ein brasilianischer Fußballverein aus Brusque, Santa Catarina. Ab der Saison 2024 spielt Klub spielt in der zweithöchsten brasilianischen Liga, der Série B.

## Geschichte
Der Verein wurde am 12. Oktober 1987, durch eine Fusion der beiden Klubs Clube Esportivo Paysandu, Vizemeister von Santa Catarina 1956, und CA Carlos Renaux, ungeschlagener Staatsmeister von Santa Catarina 1950 und 1953, gegründet. Carlos Renaux betätigt sich mittlerweile wieder eigenständig und begann 2018 auch wieder mit dem professionellen Spielbetrieb.
Im ersten Jahr nach der Gründung trat der Verein in der dritthöchsten brasilianischen Spielklasse, der Série C an. Schon im Folgejahr schaffte man den Aufstieg in die Série B. Im Jahr 1992 gewann Brusque zum ersten Mal das Campeonato Catarinense und die Copa Santa Catarina, welche parallel zu den brasilianischen Meisterschaften ausgetragen wurden. Im Jahr 2008 gewann der Verein zum zweiten Mal die Copa Santa Catarina, nachdem man Joinville im Finale besiegen konnte. In derselben Saison trat Brusque auch im Recopa Sul-Brasileira an, welchen man durch einen 2:0-Finalsieg gegen Atlético Sorocaba gewann.
Nach 32 Jahren Abwesenheit qualifizierte sich der Klub im Jahr 2020 wieder für die Série B und konnte auch in der Folgesaison die Klasse halten. Noch vor Abschluss der Série B 2022 stand in der Saison am 36. Spieltag der Abstieg in die Série C fest, doch als Zweiter der dritten Liga gelang der umgehende Wiederaufstieg. Allerdings erfolgte auch der direkte Wiederabstieg. In der Série B 2024 wurde der Klub nur Vorletzter.

## Stadion
Der Verein trägt seine Heimspiele im Estádio Augusto Bauer in Brusque aus. Das Stadion hat ein Fassungsvermögen von 5000 Personen. Eigentümer der Sportstätte ist der CA Carlos Renaux. Das Stadion wurde im Juni mit einem Spiel zwischen Sport Clube Brusquense, wie Carlos Renaux weiland noch hieß, und dem Clube Náutico Marcílio Dias aus den nahegelegenen Itajai eingeweiht, das die Gäste mit 1:0 gewannen. Es wurde nach Augusto Bauer (geboren ca. 1880 als Sohn des im unterfränkischen Kirchzell in Bayern geborenen Hans „João“ Bauer und seiner in Luxemburg gebürtigen Frau Maria Olinger; gestorben 1956) benannt, der zwischen 1927 und 1930 Bürgermeister von Brusque war. Das Stadion wurde seither mehrfach renoviert und umgestaltet. 2024 soll eine erneute Modernisierung vollendet werden.

## Erfolge
- Série D: 2019
- Recopa Sul-Brasileira: 2008
- Staatsmeisterschaft von Santa Catarina: 1992, 2022
- Staatspokal von Santa Catarina (5×): 1992, 2008, 2010, 2018, 2019
- Recopa Catarinense: 2020